# 先生のおとりよせ
『先生のおとりよせ』（せんせいのおとりよせ）は、漫画家の中村明日美子と小説家の榎田ユウリによる日本の共著漫画作品および小説。「pixivコミック」内のウェブコミック配信サイト『クロフネ』（旧『クロフネZERO』、リブレ〈旧リブレ出版〉）にて2013年1月24日から2014年2月27日まで漫画と小説のリレー形式で連載された後、第2シーズンが2016年7月28日から2017年9月21日まで連載された。2022年にテレビドラマ化された。

## 概要
10年来の親交がある原作者の中村明日美子と榎田ユウリが実際にレストランなどを訪ね歩いてレポートするグルメエッセイを当初は考えていたが、取材許可を得る手続きが大変であることや、取材日に万全の体調で臨まないと本来の味わいを楽しめないことが懸念されたため、好きな時に好きな量をリラックスした最善の状態で楽しめる、いわゆる「おとりよせ」に企画変更することで落ち着いた。プロットを進めていくにつれ、登場キャラクターを自分たちではなく、性格もルックスも相反する男性ふたりに変更。共通の楽しみ「おとりよせ」を通じて距離が近づいていく設定になった。中村も榎田もボーイズラブ作品の名うてであるが、本作品はグルメ系作品として幅広い層に読んでもらいたいとの思いからBL要素は取り入れないことにした。
作中に登場する「おとりよせ品」は、原作者が実際にお取り寄せしているものや以前味わって美味しかったもののなかから、販売店より掲載許可がおりた商品を編集部で試食会を行って選出した逸品である。その内容は総菜、菓子類、飲料など多岐にわたる。
メインキャラクターとなる榎村遥華、中田みるくの名字は、原作者の中村と榎田の漢字を入れ替えたものである。

## あらすじ
官能小説家・榎村遥華のもとにリフレッシュ出版から創刊される雑誌でのコラボ企画が持ち込まれた。作画は巨乳美少女漫画家として名を馳せている中田みるくであるという。クールで神経質、ドSで不愛想と言われる榎村であるが、実は無類の巨乳好きであり、理想的なおっぱいを描く中田作品の大ファンであるため浮足立った。一方の中田も、退廃的で耽美な榎村作品の大ファンであり、新連載コラボ企画もダメ元で担当編集者に持ち掛けたものだった。本来なら相思相愛であるはずだが、榎村は中田を女性作家と思い込んでいたため、初対面の場で目の前に現れた大柄の男に罵詈雑言を浴びせてしまう。中田は榎村に開口一番「おっさん」呼ばわりされ、口の悪さにショックを隠し切れない。コラボ企画も暗礁に乗り上げるかと思われた時、両者の好みを具現化したような編集長・九堂今日子が姿を見せたため、一転して二つ返事で引き受けることになった。
反りの合わないふたりであるが、共通点があった。それは「おとりよせ」である。作家という職業柄、仕事場兼自宅での作業が多いため、外出せずともあらゆるグルメを入手することが可能なおとりよせは楽しみのひとつである。奇遇にも同じマンションの隣人であったことが発覚した榎村と中田は互いに取り寄せたグルメを持ち寄り、舌鼓を打つ「おとりよせライフ」を満喫する。

## 登場人物
榎村遥華（）
官能小説家。30代後半。大学入学と同時に青森県から上京し、そのまま20年近く東京に住み続けている。独身。
官能小説というジャンルでは稀ともいえる人気作品を数々発表しているベストセラー作家。代表作に「悦楽の断崖」「小指の爪」「女王様（ミストレス）・沙堕子」シリーズなどがある。自称「文壇の白い貴公子」。愛用のブランドはトム・フォード。ここぞという場面に挑む勝負服はビスポークテイラーで仕立てたスーツ。クールなメガネの似合う端正な容姿に不愛想な表情を貼り付け、ドS気質であるが、感情が昂り興奮すると郷里の津軽弁が口を衝き、早口で捲し立てる一面がある。また、おっぱい星人を自負する巨乳好きである。
榎村好みの巨乳を描く中田みるくの漫画作品の大ファン。コミックスは「読む用・保存用・布教用」と3冊ずつ揃えるほどである。また、コミックスのカバー折り返しに「著者」として描かれている巨乳美少女イラストを真に受け、中田を女性作家だと思い込んでいた。
中田に「デカチチクラスタのオッサン」略して「チチクラサン」「乳蔵」とあだ名をつけられ、そのうち「チッチ」と呼ばれる始末である。
神経質な一面があるが、掃除や整理整頓が苦手で部屋は汚い。しかし、中田のコミックスやフィギュアなどのコレクションを飾っている自室の一角だけは整然と整っている。
旨いものを食すことが楽しみのひとつであるが、基本的に出不精であるため、わざわざ遠方に足を運んだりレストランを予約することが億劫な性分である。また、食通（グルメ）を名乗るほどの大袈裟な食道楽ではない。そこで、手軽にネット注文出来て自宅まで配送してくれる「おとりよせ」が重宝しているのである。取り寄せる内容は主食系から調味料、飲料まで多岐にわたる。特にスイーツが大好きである。あまり好まない食品は海老せんべい。
中田みるく（）
漫画家。34歳。群馬県前橋市出身。本名：中田雅臣。
巨乳美少女漫画を得意としている。現在は漫画雑誌『ぱふぃーっ娘』で連載を持ち、看板作家として人気を誇る。コミックスカバー折り返しの著者近影は写真ではなく、自身の代表作「ぷるぷるはにぃ」のキャラ「はにぃタン」を自画像として掲載しているため、作家名の「みるく」と相俟って女性と思われることもしばしばである。作画は基本的に手描きである。
小説家の榎村遥華の大ファン。作中に登場する高圧的な女王様キャラが大好きである。榎村を原作に迎えたコラボ企画も、中田から編集部に持ち掛けた。
「フェミニン男子」「キレイなお兄さん」を自称する。体躯は榎村より一回り大きく、顎ヒゲを生やしている。普段からファッションやスキンケアなどの身だしなみに気を使い、物腰も柔らかく、オネエ言葉で話したり小指が立ってしまう所作も見受けられるが、それらは女系家族のなかで育った影響が大きいためであり、いわゆるおかまや同性愛者ではない（本人曰くジェンダーレス男子）。また、自他ともに認めるドM属性。榎村から「フェミニンなオッサン」、略して「フェミオサ」とあだ名をつけられ、「フェミー」と呼ばれる。
家族には漫画家であることを隠している。身内からは本名の雅臣（まさおみ）から「まみちゃん」と呼ばれている。
酒類は嗜まない。
鬼女島（）君
トラネコ宅配便に勤務する宅配業者の青年。縦ロールの長い金髪と長身が特徴的。フルネームは鬼女島光輝。屈託のない笑顔で元気いっぱいに仕事をこなしている。榎村と中田の住むマンションも担当地域に入っており、原稿の集配や「おとりよせ」の配達に頻繁に訪れている。のちに中田の臨時アシスタントをしていたハセガワちゃんと電撃的な出会いを果たし、結婚。長女・はなを儲ける。
九堂今日子
リフレッシュ出版に勤務する女性。創刊される雑誌「クロフネ・ターボ」の編集長。榎村好みの巨乳に中田好みの女王様的な強い目力でふたりを魅了した。のちに同じ出版社の同僚と結婚。一児の母となる。
編集長
九堂の夫。今日子が産休に入るにあたり、クロフネ・ターボの編集長を引き継いだ。今日子よりも身長が低く、体躯も華奢な美少女に見える男の娘である。事情を知らない榎村と中田は二人の結婚式に参列した際、同性結婚と思い込んでしまった（のちに今日子が妊娠したと知り衝撃を受ける）。外見の愛想の良さと裏腹に仕事ぶりはかなり厳しく、榎村と中田の持ち込んだプロットに容赦なくダメだしをして発破をかけた。
岩石
榎村の担当編集者。榎村からは「ガンちゃん」と呼ばれている。
稲本
中田の担当編集者。中田からは「いなっち」と呼ばれている。
イラ・イラコ
中田の漫画家仲間。デビューして5年目。本名：伊良子。
ハセガワちゃん
漫画家志望の女性。本名：長谷川桃香。カフェでアルバイトをしながらイラ・イラコのアシスタントも担っている。イラコからの紹介で中田の臨時アシスタントにも入るようになった。榎村と中田のコラボ作品第二弾「大江戸Dr.バンパイア」の大ファンであり、成人向け二次創作同人誌（薄い本）を制作する入れ込みようである。同作のキャラクターのモデルとなっている榎村と中田の仲の良さを目の当たりにして、妄想が膨らむことも屡々ある。のちに、中田の家に集配に来ていた鬼女島と出会い結婚。女児を出産する。
中田の母
群馬県在住。息子（みるく）は漫画家であることを隠しているが、とっくに気づいている。「作中キャラの巨乳のモデルは若い頃の私だと思う」と榎村に漏らしている。キキキ・ラララに引けを取らない立派な巨乳の持ち主であり、気も若く、ノリも良い明るい性格。
中田の祖母
中田の母、キキキ・ラララに負け字劣らずの煌びやかなマダム。
嬉々稀（）、蘭々羅（）
中田の従姉妹。双子。2人とも榎村が歓喜するほどの巨乳。中田の代表作「ぷるぷるはにぃ」のレアグッズも所有しており、漫画家になった従兄弟を陰ながら応援している。2人ともギャルのような容姿で若者言葉を話す。ラララは既婚者である。
中田キヌ
中田の曾祖母。幼少期より絵を描くことが好きだった「まさおみちゃん」を溺愛していたが、漫画は悪影響があると禁じ、堅実な職に就くよう言い聞かせてきた。しかし、「漫画家・中田みるく」として自立した孫の活動は知っており、コミックスを買い揃えて密かに応援していた。コミックスに同梱されているアンケートはがきに読後感想や応援の言葉を記入していたが、ポストに投函しないまま、99歳で他界した。
東雲夫妻
榎村の部屋の隣に住む60歳前後の夫婦。
壇ノ浦蜜子
小説家。かつて榎村と組んでコラボ作品を発表したことがある。榎村にとって憧れのマドンナ的存在であった。しかし、コラボ企画を持ちかけた大手田出版の編集者・金平と結婚した。一年後、離婚。
金平
大手田出版の編集者。作家を軽んじて扱う軽薄な男である。担当作家だった壇ノ浦と結婚。しかし自身の浮気が原因で離婚された。
榎村の両親
両親ともに美形であり、津軽弁で会話する。フランス帰りの明るいノリで突然来訪してきた。榎村と中田が仲良く食事をしている姿を見て、息子が同性愛に目覚めたと勘違いした。

## 書誌情報
- 中村明日美子（漫画・挿絵）・榎田ユウリ（小説） 『先生のおとりよせ』 リブレ〈クロフネコミックスDX〉、全2巻
  1. 2014年6月10日発売、ISBN 978-4-7997-1504-8
  2. 2018年2月23日発売、ISBN 978-4-7997-3696-8

## テレビドラマ
2022年4月9日（8日深夜）から同年6月25日（24日深夜）までテレビ東京系「ドラマ25」にて放送された。主演は向井理、共演は北村有起哉。

### キャスト
榎村遥華（）
演 - 向井理
ドSで無愛想な官能小説家。漫画家・中田みるくの大ファン。
中田みるく（）
演 - 北村有起哉（幼少期:大熊大貴）
ドMでフェミニンな一面を持つ漫画家。ファンである榎村とのコラボレーションを喜んで引き受ける。
九堂今日子（）
演 - 橋本マナミ
リフレッシュ出版の雑誌「クロフネ・ターボ」編集長。
鬼女島（）君
演 - 神尾楓珠
トラネコ宅配便の配達員。ウェーブのかかった長い金髪と屈託のない笑顔が特徴的。人懐っこい性格。
東雲（）さん
演 - 財前直見
榎村と中田が住むマンションの管理人。おしゃべり好きで世話焼き。
岩石
演 - 綾乃彩
榎村の担当編集者。
稲本
演 - 増田有華
中田の担当編集者。

#### ゲスト
第1話
妄想の中田みるく
演 - なな茶。
榎村が著者イラストから妄想していた「中田みるく」。
第2話
五月女恵（）
演 - 江口のりこ
ソロ活好きな編集者。
金平吾郎
演 - 吉田宗洋
過去の榎村担当編集者。壇ノ浦蜜子と榎村のコラボ小説で榎村の執筆箇所に手を加えたことがあったため、榎村はコラボ企画に対して警戒するようになっていた。
第7話では仕事の依頼のため久々に榎村を訪ねて来た。
第6話・第9話
中田みるくの母
演 - 峯村リエ
キキキ、ラララ
演 - 水野彩、白井琥珀
中田みるくのいとこ。
中田絹子
演 - 小田原さち
中田みるくの祖母。
第10話 - 最終話
壇ノ浦蜜子
演 - 高岡早紀

### スタッフ
- 原作 - 中村明日美子（漫画・挿絵）/ 榎田ユウリ（小説）『先生のおとりよせ』（リブレ出版）
- 脚本 - 三浦希紗、谷口純一郎、藤平久子
- 音楽 - 牧戸太郎
- OP主題歌 - SOMETIME'S「Somebody」（ポニーキャニオン/IRORI Records）[20]
- ED主題歌 - Bialystocks「差し色」[20]
- 音楽協力 - テレビ東京ミュージック
- 劇中作画 - 天城れの[注釈 3]
- フードコーディネーター - ぬまたあづみ
- VFX - 鹿角剛
- タイトルバック - 守屋健太郎
- プロデューサー - 森田昇、間宮由玲子（テレビ東京）、竹内一成（ジャンゴフィルム）
- 監督 - 守屋健太郎、本間利幸、保坂克己
- 制作協力 - ジャンゴフィルム
- 製作著作 - テレビ東京

### 放送日程
| 話数   | 放送日  | サブタイトル           | おとりよせ品 | 脚本       | 監督       |
| ------ | ------- | ---------------------- | --- | ---------- | ---------- |
| 第1話  | 4月09日 | 最悪で美味な出会い     | 「プレミアム オイルサーディン」本家留蔵（千葉県山武郡） 「木箱入り甘栗 河北栗子」林万昌堂（京都市下京区） 「琥珀 柚子」永楽屋（京都市中京区）                                                                             | 三浦希紗   | 守屋健太郎 |
| 第2話  | 4月16日 | 逸品と絶品             | 「バームクーヘン」クラブハリエ（滋賀県近江八幡市） 「コピルアク」Aceh Coffee（東京都大田区） | 谷口純一郎 | 守屋健太郎 |
| 第3話  | 4月23日 | トマトジュースの功名   | 「プレミアムトマトジュース ブラックラベル」ジャパンフードファクトリー（名古屋市） | 谷口純一郎 | 本間利幸   |
| 第4話  | 4月30日 | 発酵する才能           | 「青むろあじ〈生干し〉くさや」ヤマサ水産 長田商店（東京都八丈島） 「贅ZEI なめらか味噌漬寄せ豆腐〈信州味噌〉」 「江戸たまご〈本格味噌漬〉」銀座若菜（東京都中央区） 「国産 伊予のみそ〈つぶ〉」ギノーみそ（愛媛県伊予郡） | 藤平久子   | 本間利幸   |
| 第5話  | 5月07日 | さらけ出す嗜好         | 「3人セット」蓬萊本館（大阪市中央区） | 三浦希紗   | 保坂克己   |
| 第6話  | 5月14日 | 女系家族襲来           | 「もりおか温めん〈カルビスープ / ユッケジャンスープ〉」戸田久（岩手県二戸郡） | 谷口純一郎 | 守屋健太郎 |
| 第7話  | 5月21日 | 病み上がりの即席麺     | 「養々麺」「黒ごま麺」雲仙きのこ本舗（長崎県南島原市） | 藤平久子   | 守屋健太郎 |
| 第8話  | 5月28日 | 慰めのソフトクリーム   | 「四季のカップソフトクリーム」シックス・プロデュース（島根県邑智郡） | 藤平久子   | 守屋健太郎 |
| 第9話  | 6月04日 | 思い出の焼きまんじゅう | 「焼きまんじゅう」原嶋屋総本家（群馬県前橋市） | 藤平久子   | 守屋健太郎 |
| 第10話 | 6月11日 | 濃厚なコラボ           | 「ご黒うさん」和菓子 菜の花（神奈川県小田原市） 「宇部ダイヤ/黒」パティスリーケンジ（山口県宇部市） | 谷口純一郎 | 保坂克己   |
| 第11話 | 6月18日 | 彼女との不調和         | 「ティーコンフェクト」東京 自由が丘 モンブラン（東京都目黒区） | 藤平久子   | 守屋健太郎 |
| 最終話 | 6月25日 | 先生たちのおとりよせ   | 「タムラシードル SEC&BRUT ギフトセット」タムラファーム（青森県弘前市） 「八戸名物 せんべい汁セット」大浦食品（青森県八戸市）                                                                                              | 三浦希紗   | 守屋健太郎 |

### 放送局
| 放送期間                | 放送時間                     | 放送局       | 対象地域   | 備考                     |
| ----------------------- | ---------------------------- | ------------ | ---------- | ------------------------ |
| 2022年4月9日 - 6月25日  | 土曜 0:52 - 1:23（金曜深夜） | テレビ東京   | 関東広域圏 | 製作局                   |
|                         |                              | テレビ大阪   | 大阪府     |                          |
|                         |                              | テレビ北海道 | 北海道     |                          |
|                         |                              | テレビ愛知   | 愛知県     |                          |
|                         |                              | TVQ九州放送  | 福岡県     |                          |
| 2022年4月28日 - 7月16日 | 木曜 0:05 - 0:35（水曜深夜） | テレビ和歌山 | 和歌山県   |                          |
| 2022年6月12日 - 9月4日  | 日曜 23:30 - 翌0:00          | びわ湖放送   | 滋賀県     |                          |
| 2022年6月22日 - 9月7日  | 水曜 10:00 - 10:30           | 奈良テレビ   | 奈良県     |                          |
| 2022年7月7日 - 9月22日  | 木曜 0:00 - 0:30（水曜深夜） | BSテレ東     | 全国       |                          |
|                         |                              | BSテレ東4K   | 全国       | 4Kアップコンバートで放送 |

### スピンオフドラマ
「先生のおとりよせ 〜配達員・鬼女島君のおいしい日常〜」（せんせいのおとりよせ はいたついん きめじまくんのおいしいひび）のタイトルで本編放送前の2022年3月27日から3月31日にYouTubeのテレビ東京公式 ドラマチャンネルで配信開始。全5話。出演は神尾楓珠と財前直見。本編には登場しないお取り寄せグルメを食べながら会話を楽しむ様子を描く。

#### キャスト（スピンオフ）
- 鬼女島君 - 神尾楓珠
- 東雲さん - 財前直見

#### 配信日程
| 話数   | 配信日  | サブタイトル                 | おとりよせ品                                                              |
| ------ | ------- | ---------------------------- | ------------------------------------------------------------------------- |
| 第1話  | 3月27日 | ティラミスの伝言             | 「ティラミス」コーヒーローストビバーチェ（東京都目黒区）                  |
| 第2話  | 3月28日 | 変身! うにぎりコロッケ       | 「うにぎりコロッケ／雲丹そ〜す付」天草生うに本舗 丸健水産（熊本県天草市） |
| 第3話  | 3月29日 | はちみつ紅茶のやさしさ       | 「極上はちみつ紅茶」紅茶専門店ラクシュミー（兵庫県神戸市）                |
| 第4話  | 3月30日 | 個性いっぱい生スイートポテト | 「生スイートポテト」OIMO（東京都世田谷区）                                |
| 最終話 | 3月31日 | 故郷のりゅうきゅう丼         | 「大分りゅうきゅう漬け丼」絆屋（大分県杵築市）                            |

| テレビ東京系 ドラマ25                          | テレビ東京系 ドラマ25                       | テレビ東京系 ドラマ25                 |
| 前番組                                         | 番組名                                      | 次番組                                |
| ---------------------------------------------- | ------------------------------------------- | ------------------------------------- |
| 鉄オタ道子、2万キロ （2022年1月8日 - 3月26日） | 先生のおとりよせ （2022年4月9日 - 6月25日） | 晩酌の流儀 （2022年7月2日 - 8月20日） |